# الدوري الفنزويلي الممتاز 1974
الدوري الفنزويلي الممتاز 1974 هو الموسم 54 من الدوري الفنزويلي الممتاز. كان عدد الأندية المشاركة فيه 8، وفاز فيه ديبورتيفو غاليسيا.